# 下関市役所
下関市役所（しものせきしやくしょ）は、山口県下関市の執行機関としての事務を行う施設（役所）である。

## 市庁舎（本庁施設）
下関市の中心市街地エリアの一つである唐戸地区の一角に位置する。国道9号と県道下関港線の交わる唐戸交差点の北側すぐの位置にあり、周辺に唐戸市場や下関市立しものせき水族館（海響館）などの観光スポットがあることもあり、周辺は平日・週末を問わず常に混雑している。1955年に完成した本庁舎本館が老朽化したことと広域合併時の庁舎位置の問題から本庁舎の移転が検討されたが後に撤回され（後述）、2012年に新館を着工し、2015年に竣工、オープンした。2021年（令和3年）、本庁舎の老朽化及び耐震性の問題から建設が進んでいた新庁舎の建設が完了し、上田中町の旧下関図書館の建物を活用していた下関市役所上田中町庁舎は廃止・解体された。また2015年にオープンした新庁舎を本庁舎西棟、2021年にオープンした新庁舎を本庁舎東棟と改称した。

### アクセス
- JR下関駅からサンデン交通バスで「唐戸」バス停から徒歩1分程度
- 関門汽船唐戸桟橋から徒歩3分程度

### 本庁舎東棟（旧本庁舎）・本庁舎西棟（旧本庁舎新館）
両庁舎は連絡通路でつながっている。
東棟
| 5F | 〈総合政策部〉企画課／秘書課／広報戦略課、〈財政部〉財政課、市政記者クラブ                             |
| 4F | 〈総務部〉総務課／行政管理課／職員課／管財課（駐車場割引）／情報公開窓口／市政記者会                   |
| 3F | 〈都市整備部〉都市計画課／交通対策課／市街地開発課／公園緑地課／建築指導課                             |
| 2F | 〈建設部〉道路河川建設課／道路河川管理課／検査技術監理室／住宅政策課／公共建築課                       |
| 1F | 〈こども未来部〉子育て政策課／幼児保育課／こども家庭支援課、子育て支援施設（親子ふれあい広場）、授乳室 |

西棟
| 9F | 議場傍聴席、全員協議会室、議会図書室 |
| 8F | 議場、第1委員会室、第2委員会室 |
| 7F | 正副議長室、議員談話室、議員控室、〈議会事務局〉庶務課／議事課 |
| 6F | 〈総合政策部〉情報政策課、〈福祉部〉福祉政策課 |
| 5F | 〈市民部〉市民相談所／下関市消費生活センター、〈総務部〉防災危機管理課、大会議室、食堂、売店                                                                                      |
| 4F | 〈市民部〉まちづくり政策課／人権・男女共同参画課、出納室、山口銀行、西中国信用金庫                                                                                                |
| 3F | 〈保健部〉保健医療政策課／地域医療課／生活衛生課／健康推進課／唐戸保健センター、〈総務部〉契約課、〈市民部〉生活安全課、上下水道局窓口                                            |
| 2F | 〈福祉部〉生活支援課／障害者支援課／長寿支援課／介護保険課、〈財政部〉納税課／市民税課／資産税課                                                                                  |
| 1F | 〈市民部〉市民サービス課／パスポートセンター、〈福祉部〉保険年金課、〈観光スポーツ文化部〉観光政策課／観光施設課／スポーツ振興課／文化振興課、総合案内、銀行ATM（西中国信用金庫） |

### 観光産業部
本庁舎より北側の、下関市田中町5番6号の下関市役所第一別館内にある。
この建物は逓信省営繕課の設計により旧下関電信局電話課局舎として1923年（大正12年）に建築されたものであり、1969年（昭和44年）に当時の日本電信電話公社から下関市に所有が移転され、下関市福祉センターなどとして使われてきたものであった。しかし、老朽化のために1990年（平成2年）8月に下関市が建物を解体する方針を示したところ、地域で保存に向けた活動が起こり、部分的な解体など紆余曲折を経て2000年（平成12年）に市議会で保存の方針が決定、2002年には下関市の有形文化財に指定されている。
現在は観光産業部の各課（観光振興課、商工振興課、企業立地推進室、観光施設課）が入居している。

### カラトピア
本庁舎東側の、下関市唐戸町4番1号にある。
この建物は唐戸地区市街地再開発組合が施行し建設した地上13階建の市街地再開発ビルであり、上層部の6Fから13Fが住宅・都市整備公団（現都市再生機構）の分譲マンション、2F及び3Fが核テナントである総合スーパーのサンリブ唐戸店、1Fが地権者の商店群となっており、残る4F及び5Fが市役所の別棟扱いとなっている（現在5Fは会議室となっている）。
以下の各部局が入居している。
- 総合政策部（交通政策課、市史編修室）
- 都市整備部（市街地開発課、再開発推進室）
- 教育委員会（社会教育施設建設推進室）
- 公営施設管理公社、土地開発公社、農業委員会事務局

### 上下水道局
上水道・下水道事業を担当する地方公営企業。市庁舎群から離れた下関市春日町7番32（東駅地区）に位置する。合併前の旧4町は北部事務所の管轄となり、各総合支所内に分室を置く。

### サテライトオフィス
以下の場所に、本庁管轄の窓口業務を担うサテライトオフィス（出張所）を設けている。
- 下関駅（リピエ下関・3階）
- 山の田

### 東京事務所
東京都千代田区平河町の日本都市センター内に東京事務所を置いている。1951年開設で、山口県内の市町では唯一。

## 総合支所
合併前の旧4町の町役場に総合支所が置かれており、市民サービス等を担っている。一部では総合支所管轄の支所を有している。

### 菊川総合支所
旧菊川町役場。県道下関長門線の旧道沿いに位置する。
所在地
- 〒750-0313 下関市菊川町大字田部734-1
- アクセス：サンデン交通バス「田部」バス停から400m

概要
- 総務課（庶務防災係、管財係）
- 地域振興課（振興係、商工観光係）
- 税務課（納税係、課税係）
- 市民課（戸籍住民係、環境衛生係）
- 福祉課（福祉係、保険年金係）
- 菊川保健センター
- 農林課（農政係、農林整備係、集落排水係）
- 建設課（土木建築係、地籍調査係）
- 上下水道局北部事務所菊川分室
- 菊川教育支所
- ふれあい会館「アブニール」 - 多目的ホール（大ホールは702人収容）併設。総合支所庁舎群とは別の場所（下関市菊川町大字下岡枝117）にある。

### 豊田総合支所
旧豊田町役場。国道435号沿いの市街地中心部（西市地区）に位置する。
所在地
- 〒750-0421 下関市豊田町大字殿敷1918番地1
- アクセス：サンデン交通バス「西市中央」バス停そば

概要
- 本庁舎
  - 北部農業委員会事務局
  - 総務課（庶務防災係、管財係）、地域振興課（振興係、商工観光係）、税務課（納税係、課税係）
  - 市民課（戸籍住民係、環境衛生係）、福祉課（福祉係、保険年金係）
- 西庁舎
  - 農林課（農政係、農業振興係、農村整備係、林務係）、建設課（土木建築係、地籍調査係）
- すこやかハウス（下関市立豊田保健福祉センター）
  - 保健部（健康づくり課）
- 豊田教育事務所
  - 教育総務課
  - 社会教育課（社会教育係、社会体育係）
- 下関市上下水道局豊田事務所

### 豊浦総合支所
旧豊浦町役場。他の公共施設の集中している小串地区ではなく、川棚温泉入口に位置する。
所在地
- 〒759-6301 下関市豊浦町大字川棚6895-1
- アクセス：JR山陰本線川棚温泉駅そば、国道191号・県道豊浦清末線川棚交差点近く。

概要
- 総務課（庶務防災係、管財係）
- 地域振興課（振興係、商工観光係）
- 税務課（納税係、課税係）
- 市民課（戸籍住民係、環境衛生係）
- 福祉課（社会福祉係、支援係、保険年金係）
- 農林課（農政係、農林整備係）
- 水産振興課
- 建設課（管理係、土木建築係）
- 下関保健所豊浦支所（豊浦総合支所庁舎1F）
- 下関市立豊浦図書館（豊浦総合支所庁舎2Fに2014年（平成26年）12月20日に移転・開館[2]。
- 下関市教育委員会豊浦教育支所（豊浦総合支所庁舎3F）
- 下関市南部農業委員会事務局豊浦分室（豊浦総合支所庁舎3F）
- 下関市立豊浦保健センター - 豊浦総合支所庁舎横にある
- 下関市上下水道局豊浦事務所（中部浄化センター・下水道管理事務所・川棚浄水場）- いずれも豊浦総合支所庁舎とは別の場所にある。

### 豊北総合支所
旧豊北町役場。中心市街地だった滝部地区に庁舎を置く。
所在地
- 〒759-5592 下関市豊北町大字滝部3140-1
- アクセス：ブルーライン交通バス「豊北町役場」バス停前、JR山陰本線滝部駅から800m。国道435号（旧道）・県道粟野二見線滝部交差点近く。

概要
- 本館
  - 総務課（庶務防災係、管財係）
  - 地域振興課（振興係、商工観光係）
  - 税務課（納税係、課税係）
  - 市民課（戸籍住民係、環境衛生係）
  - 福祉課（社会福祉係、地域ケア支援係、保険年金係）
  - 農林課（農政係、農業振興係、林務係、農村整備係、集落排水係）
  - 水産振興課（水産係、漁港係）
  - 建設課（管理係、地籍調査係、土木建築係）
  - 豊北町土地改良区、豊北町農地開発土地改良区
- 別館
  - 上下水道局
    - 北部事務所豊北分室
    - 下水道管理事務所（豊北滝部浄化センター）

## 支所
下関市役所支所設置条例（平成17年2月13日条例第14号）により、以下の支所が設置されている。
本庁管内
- 彦島支所 - 下関市彦島江の浦町一丁目3番1号
- 長府支所 - 下関市長府土居の内町1-6
- 王司支所 - 下関市王司神田一丁目9-1
- 清末支所 - 下関市清末陣屋5番20号
- 小月支所 - 下関市小月本町一丁目7番7号
- 王喜支所 - 下関市王喜本町二丁目15番10号
- 吉田支所 - 下関市大字吉田地方2499
- 川中支所 - 下関市綾羅木本町三丁目1-20
- 安岡支所 - 下関市安岡駅前2丁目7番1号
- 吉見支所 - 下関市大字吉見下字浦ノ後1533
- 勝山支所 - 下関市秋根南町二丁目4番33号
- 内日支所 - 下関市大字内日下1146番地5

豊浦総合支所管内
- 室津支所 - 山口県下関市豊浦町大字室津下681-3
- 黒井支所 - 山口県下関市豊浦町大字黒井2351
- 小串支所 - 山口県下関市豊浦町大字小串2207-1
- 宇賀支所 - 山口県下関市豊浦町大字宇賀7925-1
- 豊洋台支所 - 山口県下関市豊浦町豊洋台1丁目447-290

豊北総合支所管内
- 神玉支所 - 下関市豊北町大字神田上2709
- 角島支所 - 下関市豊北町大字角島1413-1
- 神田支所 - 下関市豊北町大字神田1227-2
- 阿川支所 - 下関市豊北町大字阿川3752
- 粟野支所 - 下関市豊北町大字粟野3333-2
- 田耕支所 - 下関市豊北町大字田耕4332-2

## 関連事業
下関市営（または市の外郭団体）により以下の施設が運営されている。
- 下関市立美術館
- 下関市立考古博物館 - 綾羅木郷遺跡の出土品を展示
- 下関市立歴史博物館（旧下関市立長府博物館）、下関市立東行記念館
- 下関球場
- 下関競艇場
- 下関市立大学
- 下関市立しものせき水族館（海響館）
- 土井ヶ浜遺跡人類学ミュージアム
- 豊田ホタルの里ミュージアム
- 下関市火の山ロープウェイ

## 本庁舎改築の経緯
2005年の広域合併の際に、下関市役所本庁舎の位置が問題となった。下関市・豊浦郡4町合併協議会では合併前の旧下関市役所を合併時の本庁舎とした上で、新たな市庁舎について「新下関区域周辺が最適であるとの意見が多数を占めたことから、十分に配慮すること」との付帯決議（2004年（平成16年）4月21日付）がなされた。2006年（平成18年）3月から新庁舎建設候補地検討委員会で議論された結果、「候補地の順位は1．新下関区域、2．現市庁舎区域で、幡生駅周辺区域も最後まで検討したこと」を下関市長に答申した。3地域では誘致活動（現市庁舎に隣接する唐戸地区では移転反対運動）が行われており、先行き不透明な情勢が続いていた。
2008年になって市は新下関区域（秋根記念公園及び東消防署勝山出張所敷地）への市役所移転計画を決定し、当時の市長であった江島潔が公表、条例案の提出準備を進めていた。しかし、2009年3月の市長選で市役所移転凍結を公約に掲げた中尾友昭が当選。当選直後の市議会の所信表明演説で新庁舎計画の凍結（市庁舎移転の白紙撤回）と現庁舎の耐震補強の方針を表明した。市議会関係者を中心に合併特例債の活用放棄や合併時の付帯決議事項の反故につながりかねない市長の意向に懸念を示す動きもあったが、最終的に中尾の示した方針に基づき移転は凍結され、その後2009年11月の市議会で本庁舎を耐震補強するとともに、本庁舎南側の教育委員会棟および保健所庁舎を取り壊して、跡地に市民サービスセンター棟を建築する方針を表明。これに基づいて、教育委員会を上田中町の旧下関図書館に移転した上で、9階建ての市民サービスセンター棟（現：本庁舎新館）を建設した。
従来の本庁舎（本庁舎本館）については、中尾は耐震補強を行った上で継続使用する方針を示していたが、2017年に行われた市長選挙で旧庁舎の解体・撤去と小規模庁舎の再築を公約とした前田晋太郎が中尾を破って初当選。前田は本庁舎本館を解体し、子育て支援機能を充実させた鉄筋コンクリート造5階建の新庁舎を建設する新たな方針を示した。本庁舎本館の解体は2018年から始まり、半年がかりで解体が行われた。

#### 広報資料・プレスリリースなど一次資料
1. ↑  “本庁舎新館グランドオープン記念式”.   下関市 (2015年12月16日). 2016年2月3日時点のオリジナルよりアーカイブ。2016年1月13日閲覧。
2. 1 2  庁舎整備事業の経緯 (PDF)  - 下関市2014年2月17日付公表資料